# Ібрагімов Аділь Абукайович
Аділь Абукайович Ібрагімов (рос. Адиль Абукаевич Ибрагимов; нар. 23 квітня 1989, Махачкала, РРФСР) — російський футболіст, захисник.

## Кар'єра гравця
Кумицького походження. Почав займатися футболом у рідній Махачкалі під керівництвом Семена Валявського. Потім переїхав до Москви й вступив до футбольної школи «Торпедо». Через рік перейшов до школи ЦСКА під керівництвом В. А. Кобзаря. У 2007 році закінчив її, визнаний найкращим захисником випуску, але команді не підійшов. Перебував на перегляді в московському «Динамо», але й цьому клубу не підійшов, після чого підписав контракт із підмосковним клубом «Хімки».
Вперше вийшов на поле в основному складі «Хімок» 6 серпня 2008 року в матчі 1/16 фіналу кубку Росії проти ростовського СКА.
Дебютував у чемпіонаті Росії 13 червня 2009 року в матчі «Спартак» - «Хімки». У березні 2012 року перейшов до «Сконто». 2 липня 2013 року підписав контракт із клубом азербайджанської Прем'єр-Ліги «Сумгаїт». З літа 2016 по літо 2020 року виступав за клубу нижчих ліг Німеччини.

## Особисте життя
Батько — Абукай Джамалудинович Ібрагімов — проректор з розвитку та інноваційної діяльності Дагестанського державного педагогічного університету. Мати – Айна Моллаєва, топ-менеджер ТОВ «Столиця» міста Москва. Онук заслуженого медичного працівника СРСР, заслуженого донора СРСР, кавалера ордена Трудового Червоного прапора (1974) Патив Абдуллаївни Молаєвої (нар. 1937). Родичі Аділя Ібрагімова — учасник Німецько-радянської війни (1941-1945), повний кавалер орденів Слави, визволитель Чехословаччини від нацизму, почесний громадянин міста Праги. Акавов Аджак Абдулмажидович (1925-2012); заслужений художник Дагестану, заслужений художник РРФСР Юсуп Ахмедаджійович Моллаєв (1899-1964). Троюрідний брат Ельдар Мамаєв також професіональний футболіст.
У червні 2015 року в Ібрагімова народилася дитина, яка важко захворіла. У жовтні 2015 року колектив ПФК ЦСКА, спортивне видання «Чемпіонат» та ДЮСШ «армійців» провели збір коштів для лікування дитини.

## Статистика виступів

### Клубна
Станом на 16 June 2014
| Клубні виступи    | Клубні виступи    | Клубні виступи            | Ліга  | Ліга | Кубок | Кубок | Континентальні | Континентальні | Загалом | Загалом |
| Сезон             | Клуб              | Ліга                      | Матчі | Голи | Матчі | Голи  | Матчі          | Голи           | Матчі   | Голи    |
| ----------------- | ----------------- | ------------------------- | ----- | ---- | ----- | ----- | -------------- | -------------- | ------- | ------- |
| 2013–14           | «Сумгаїт»         | Прем'єр-ліга Азербайджану | 32    | 0    | 1     | 0     | -              | -              | 33      | 0       |
| Загалом           | Азербайджан       | Азербайджан               | 32    | 0    | 1     | 0     | -              | -              | 33      | 0       |
| Усього за кар'єру | Усього за кар'єру | Усього за кар'єру         | 32    | 0    | 1     | 0     | -              | -              | 33      | 0       |

## Досягнення
- Кубок Латвії
  -  Володар (1): 2011/12